# Hosana
Hosana é o grito de louvor ou adoração feito em reconhecimento ao messianismo de Jesus em sua entrada em Jerusalém, e desde então usado na Igreja Cristã. É também um termo litúrgico judaico e foi aplicado especificamente aos ramos de hosana levados em procissão na Festa dos Tabernáculos, o sétimo dia do qual foi chamado o dia de Hosana (assim também no uso sírio; cf. Domingo de Ramos). Este festival já sugeria uma celebração dionisíaca a Plutarco, e foi associado com um desenho cerimonial de água que, acreditava-se, garantiu chuvas de fertilização no ano seguinte; a pena pela abstinência era a seca. A evidência aponta ritos de adoração da natureza, e é possível que nestes o termo Hosana tinha outra aplicação.